# Chiesa della Santa Croce (Bergamo)
La chiesa dell'Invenzione della Santa Croce è il principale luogo di culto cattolico della Malpensata, quartiere di Bergamo in provincia e diocesi di Bergamo; fa parte del vicariato urbano sud-ovest. La chiesa è stata elevata a parrocchiale il 10 giugno 1933.

## Storia
Il quartiere della Malpensata era fino al 1830 luogo di sepolture, di lazzaretti e chiamato la Patirazza, con la formazione del nuovo assetto viario, la località divenne maggiormente abitata e richiese l'edificazione di un nuovo edificio di culto oltre alla piccola chiesa di Santa Maria delle Grazie del Conventino.
Il primo progetto fu realizzato dall'architetto Luigi Angelini nel primo dopoguerra, nel 1919 elevata alla memoria dei morti della grande guerra e a quelli di san Giorgio.
La chiesa fu edificata con decreto del vescovo Luigi Maria Marelli del 5 agosto 1922 e doveva essere sussidiaria della chiesa di Sant'Alessandro in Colonna. Nel 1923 fu elevato il campanile in pietra con la posa del concerto di cinque campane e successivamente completato con il totale di otto campane in "sol mg." della fonderia Angelo Ottolina il 3 maggio 1926.
Il 23 maggio 1932 il vescovo consacrò la chiesa intitolandola all'Invenzione della Santa Croce donando le reliquie dei santi Alessandro di Bergamo e Giorgio che furono poi sigillate nella mensa dell'altare maggiore. Il medesimo vescovo con decreto del 10 giugno 1933 la eresse a parrocchiale autonoma aggregandola alle parecchie urbane di Bergamo. Il 26 settembre 1942 con regio decreto n. 1540 la chiesa fu riconosciuta agli effetti civili.
Nel 1942 fu realizzata la pavimentazione della zona presbiteriale in repen istriano delimitato dalla balaustra in marmo giallo roano e fu posto il nuovo altare maggiore progettato da Pino Pizzigoni in marmo nero di Selvino e bianco di Zandobbio lavorato da Antonio Nani consacrato dal vescovo di Bergamo Adriano Bernareggi. furono poi eseguiti lavori di mantenimento e ammodernamento nella seconda metà del Novecento. Con decreto del 27 maggio 1979 la chiesa fu inserita nel vicariato urbano Sud-Ovest dal vescovo di Bergamo Giulio Oggioni.

## Descrizione

### Esterno
L'edificio di culto, dal classico orientamento liturgico, è circondato su tra lati da un ampio sagrato. La facciata rivolta a ovest, è preceduta da un portico con tre aperture ad archi a tutto sesto sorretti da colonne in pietra. La zoccolatura della facciata e le lesene sono in pietra squadrata. L'arco centrale del portico a tutto sesto, ha lateralmente due finestre della medesima caratteristica e protette da inferriate. La parte superiore della facciata ha una grande finestra circolare atta a dare luce all'aula. La parte termina con il decoro raffigurante la croce. Lateralmente la chiesa anticipa le campate interne. Un ulteriore porticato si trova sul lato nord dell'edificio.

### Interno
L'aula a navata unica è divisa da sei grandi arconi semicircolari che la dividono in sei campate. Il soffitto ligneo è a cassettoni intagliati. Quattro colone in marmo di Zandobbio separano la navata dal presbiterio, completo di due piccole cappelle dedicata al Sacro Cuore e alla Vergine Addolorata. L'altare maggiore in marmi di Zandobbio e di Selvino presenta decori e sbalzi lavorati da Attilio Nani. A chiusura della zona presbiteriale è presente un coro absidato.